# The Fearmakers
The Fearmakers is een Amerikaanse thriller uit 1958 onder regie van Jacques Tourneur.

## Verhaal
Alan Eaton is een veteraan van de Koreaanse Oorlog, die als krijgsgevangene werd gehersenspoeld. Bij zijn terugkomst in de Washington neemt hij zijn oude baan bij het reclamebureau weer op. Daar ontdekt hij dat het bedrijf is overgenomen door rode infiltranten, die communistische organisaties ondersteunen door opiniepeilingen te vervalsen. Alan wil hun praktijken stoppen en hij werkt daarom samen met een onderzoek van de Senaat.

## Rolverdeling
| Acteur         | Personage          |
| -------------- | ------------------ |
| Dana Andrews   | Alan Eaton         |
| Dick Foran     | Jim McGinnis       |
| Marilee Earle  | Lorraine Dennis    |
| Veda Ann Borg  | Vivian Loder       |
| Kelly Thordsen | Harold Loder       |
| Roy Gordon     | Senator Walder     |
| Joel Marston   | Rodney Hillyer     |
| Dennis Moore   | Legerarts          |
| Oliver Blake   | Dr. Gregory Jessup |
| Janet Brandt   | Secretaresse       |
| Fran Andrade   | Stewardess         |
| Mel Tormé      | Barney Bond        |